# Odonteus falli
Odonteus falli är en skalbaggsart som beskrevs av Wallis 1928. Odonteus falli ingår i släktet Odonteus och familjen Bolboceratidae. Inga underarter finns listade i Catalogue of Life.